# Egg Harbor (Wisconsin)
Egg Harbor ist eine Gemeinde (mit dem Status „Village“) im Door County im US-amerikanischen Bundesstaat Wisconsin. Im Jahr 2010 hatte Egg Harbor 201 Einwohner.

## Geografie
Egg Harbor liegt im Osten Wisconsins am Westufer der Green Bay, einer Bucht des Michigansees. Die geografischen Koordinaten von Egg Harbor sind 45°02′47″ nördlicher Breite und 87°17′49″ westlicher Länge. Das Gemeindegebiet erstreckt sich über eine Fläche von 17,95 km², die sich auf 6,37 km² Land- und 11,58 km² Wasserfläche verteilen. Die Gemeinde Egg Harbor ist fast vollständig von der Town of Egg Harbor umgeben, ohne dieser anzugehören.
Benachbarte Orte von Egg Harbor sind Fish Creek (11,6 km nordnordöstlich) und Sturgeon Bay (27,1 km südsüdwestlich).
Die nächstgelegenen größeren Städte sind Green Bay (98,3 km südwestlich), Milwaukee (259 km südlich), Chicago in Illinois (405 km in der gleichen Richtung), Wisconsins Hauptstadt Madison (322 km südwestlich) und Eau Claire (409 km westlich).

## Verkehr
Der Wisconsin State Highway 42 verläuft als Hauptstraße durch Egg Harbor. Alle weiteren Straßen sind untergeordnete Landstraßen, teils unbefestigte Fahrwege sowie innerstädtische Verbindungsstraßen.
Mit dem Austin Straubel International Airport in Green Bay befindet sich 115 km südwestlich der nächste Flughafen. Die nächsten Großflughäfen sind der Milwaukee Mitchell International Airport in Milwaukee (204 km südlich), der O’Hare International Airport in Chicago (401 km in der gleichen Richtung) und der Minneapolis-Saint Paul International Airport (551 km westlich).

## Bevölkerung
Nach der Volkszählung im Jahr 2010 lebten in Egg Harbor 201 Menschen in 109 Haushalten. Die Bevölkerungsdichte betrug 31,6 Einwohner pro Quadratkilometer. In den 109 Haushalten lebten statistisch je 1,84 Personen. 
Ethnisch betrachtet setzte sich die Bevölkerung zusammen aus 96,0 Prozent Weißen, 0,5 Prozent (eine Person) amerikanischen Ureinwohnern sowie 3,5 Prozent aus anderen ethnischen Gruppen. Unabhängig von der ethnischen Zugehörigkeit waren 4,5 Prozent der Bevölkerung spanischer oder lateinamerikanischer Abstammung. 
7,5 Prozent der Bevölkerung waren unter 18 Jahre alt, 57,2 Prozent waren zwischen 18 und 64 und 35,3 Prozent waren 65 Jahre oder älter. 52,2 Prozent der Bevölkerung war weiblich.
Das mittlere jährliche Einkommen eines Haushalts lag bei 40.000 USD. Das Pro-Kopf-Einkommen betrug 35.622 USD. 11,6 Prozent der Einwohner lebten unterhalb der Armutsgrenze.